# Honoré IV. (Monaco)

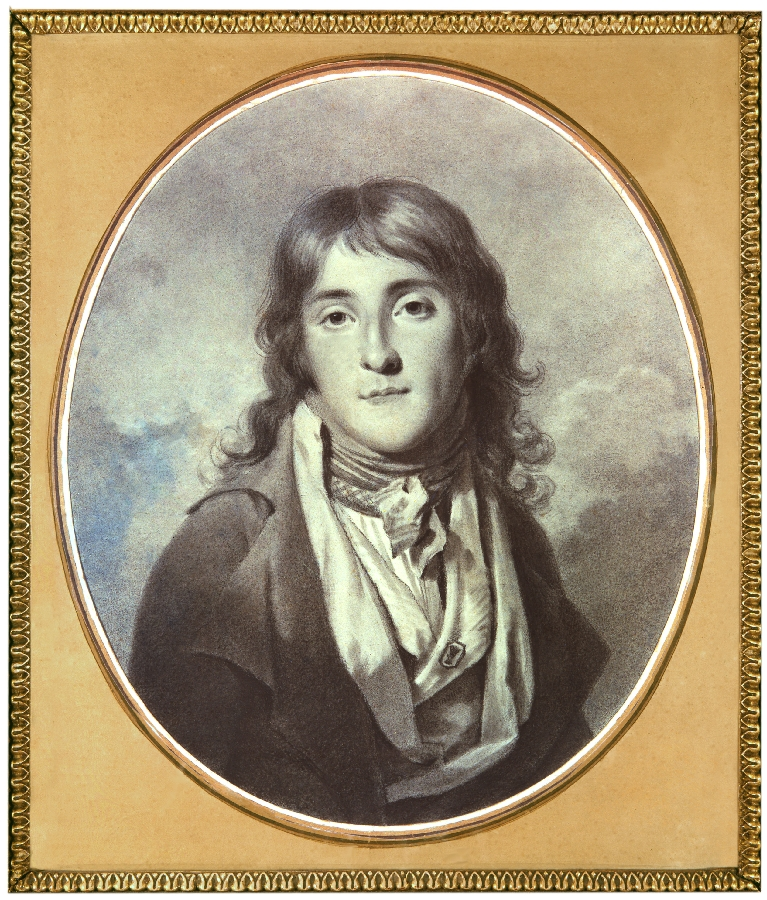
Honoré IV.

Honoré IV. von Monaco (* 17. Mai 1758; † 16. Februar 1819) war von 1814 bis zu seinem Tod regierender Fürst von Monaco.
Honoré war der ältere Sohn des Fürsten Honoré III. und dessen Gemahlin Marie Catherine de Brignole Sale. Er war seit 1777 verheiratet mit Louise d’Aumont Mazarin, Herzogin von Mazarin (1759–1829) (Haus Aumont) und hatte mit dieser zwei Söhne, die nacheinander regierenden Fürsten Honoré V. und Florestan I. Nach dem französischen Annexionsbeschluss 1793 war er teils unter harten materiellen Bedingungen in einem Kerker in Paris inhaftiert, ehe er mit der Restauration 1814 gesundheitlich angeschlagen die Gelegenheit bekam, als Erbe seines Vaters die Herrschaft über Monaco anzutreten.